# Perché non te la fai mettere...nel disco?
Perché non te la fai mettere...nel disco? è il 32° album discografico di Brigantony, pubblicato nel 1998.

## Tracce
1. La copa de la vida – 4:18
2. Fattilla mettiri 'nto discu – 4:35
3. Blus del mandrillo – 3:51
4. 'A varicella – 5:57
5. Che t'aggia dì – 4:05
6. La Sicilia vista dal paradiso – 3:25
7. Vadda...abbulò – 3:56
8. 'U ferragostu – 6:00
9. Amico cesso – 2:49
10. Banani pi tutti – 3:29